# Padres a favor del rock y el rap
Padres a favor del rock y el rap (Parents for Rock & Rap, en inglés) es una plataforma en contra de la censura fundada en 1987 por Mary Morello, la madre de Tom Morello, guitarrista de Rage Against the Machine. Se centra en la importancia de la libertad de expresión en el desarrollo de la música popular. Su fundadora fue galardonada con el Premio Hugh Hefner por la defensa de la primera enmienda en 1996. La campaña de este grupo se vertebra como oposición al Parents Music Resource Center.